# Balthasar Freiwiß
Balthasar Freiwiß (auch Freiwis, Freywis oder Freiweis) (* 6. August 1713 in Alberschwende; † 14. Mai 1783 in Aitrang) war ein deutscher Orgelbauer.

## Leben und Wirken
Freiwiß hat bei Joseph Gabler in Ochsenhausen seine Lehre gemacht.  Wahrscheinlich hat er zuvor schon bei Georg Ehinger († 1744 in Aitrang) gearbeitet.
Seine Werkstatt befand sich in Aitrang. Die Prospekte seiner Orgeln zählen zu den schönsten des Rokoko. Sein Nachfolger der Werkstatt wurde sein Schwiegersohn Franz Thoma (1746–1817).

## Werkliste (Auszug)
| Jahr      | Ort             | Gebäude                          | Bild            | Manuale | Register | Bemerkungen |
| --------- | --------------- | -------------------------------- | --------------- | ------- | -------- | --- |
| um 1740   | Hohenpeißenberg | Wallfahrtskirche                 | Hohenpeißenberg | I/P     | 10       | 2016 neues Werk von Orgelbau Vleugels (20/II/P) |
| um 1740   | Rottenbuch      | St. Ulrich, 1804 abgebrochen     |                 | II/P    | 21       | 1803 nach Pfarrkirche Lermoos / Tirol, dort erhalten |
| 1744      | Ebenhofen       | St. Peter und Paul (Ebenhofen)   |                 |         |          | |
| 1745      | Oberstdorf      | St. Johannes                     |                 |         |          | 1848 verbrannt |
| 1747      | Rottenbuch      | Stiftskirche                     |                 | II/P    | 28       | 1783 Umbau durch Andreas Handmann; 1963 neues Orgelwerk mit III/30 von Guido Nenninger. 2021 Rekonstruktion des ursprünglichen Instruments durch Orgelbau Klais → Orgel |
| 1751      | Irsee           | Klosterkirche St. Peter und Paul |                 | I/P     | 12       | Chororgel? Transferiert nach Buchloe |
| 1752–1754 | Irsee           | Klosterkirche St. Peter und Paul | Abbey Irsee     | II/P    | 31       | weitgehend erhalten → Orgel |
| um 1755   | Görwangs        | St. Alban                        |                 |         |          | Prospekt und wenige Pfeifen erhalten; neues → Werk von Peter Karhausen                                                                                                  |
| 1759      | Oberammergau    | St. Peter und Paul               | Oberammergau    |         |          | Prospekt erhalten. 1893 neues Werk von G. F. Steinmeyer mit II/30. |